# فریدریش وورمبروک
فریدریش وورمبروک (انگلیسی: Friedrich Wurmböck; ۲ اوت ۱۹۰۳ – ۲۶ نوامبر ۱۹۸۷) بازیکن هندبال اهل اتریش بود.